# Olof Jonsson
Olof Jonsson  (* 25. April 1995) ist ein schwedischer Skilangläufer.

## Werdegang
Jonsson, der für den Trillevallen SK startet, lief im Januar 2012 in Åsarna sein erstes Rennen im Scandinavian-Cup und belegte dabei den 41. Platz im Sprint. Bei den Nordischen Junioren-Skiweltmeisterschaften 2015 in Almaty kam er auf den 33. Platz im Sprint und auf den fünften Rang mit der Staffel. Sein Debüt im Weltcup hatte er im Februar 2019 in Cogne. Dabei holte er mit dem 28. Platz im Sprint seine ersten Weltcuppunkte.